# Тедтоевы
Тедто́евы (осет. Тедтойтæ) — осетинская фамилия.

## Происхождение
Тедтоевы жили в селении Ход Алагирского ущелья. В начале XIX века Цари Тедтоев с двумя сыновьями Уатдже и Майрамом из с. Ход переселились в Уаллагком, в село Дунта.
Потомки Уатдже и Майрама впоследствии переселились на равнину и обосновались в сел. Кадгарон и ст. Змейская. По состоянию на 1886 год в Кадгароне проживало 10 семей Тедтоевых, главами которых были: Канцау, Хатахцико, Дзго, Уби, Куаз, Касполат, Налык, Елдзарико, Джена и Гацыр.
В селении Кадгарон Тедтоевы стали кровниками, поэтому им пришлось покинуть этот населённый пункт и переехать в Суадаг. Там их хорошо приняли Бритаевы, которых Тедтоевы стали называть своими арвадалта (родственной фамилией).
В настоящее время представители фамилии проживают в городах Алагир, Владикавказ, Москва, Санкт-Петербург; селениях Эльхотово, Кадгарон, Фиагдон и ст. Змейская.

## Генеалогия
Родственными фамилиями (осет. æрвадæлтæ) Тедтоевых являются Бадриевы, Бритаевы, Кайтуковы и Ходовы.
| Компания | Антропоним            | Гаплогруппы |
| -------- | --------------------- | ----------- |
| 23andMe  | Tetdoev Sergey (1955) | G-Z7947 # W |
| FTDNA    | Tetdoev, Tedtoev      | G2a1a1a1b1  |

## Посемейные списки
1863. Аул Савадаг
21. Дохцуко Тетаев
- сыновья его: Хатахцуко, Беслек, Налык

143. Канцау Тетоев

## Известные носители
- Лариса Александровна Тедтоева (р. 1948) — заслуженная артистка РФ, народная артистка Северной Осетии, солистка Малого театра оперы и балета.
- Темирболат Тимофеевич Тедтоев (1919—1990) — генерал-майор, заведующий кафедрой Военной академии им. Фрунзе.[4]

Медицина
- Ахсарбек Михайлович Тедтоев — участник ВОВ, полковник медицинской службы, кандидат медицинских наук, профессор ВМА имени С. М. Кирова.
- Таймураз Асланбекович Тедтоев — подполковник медслужбы, главный врач поликлиники в г. Москва.[5]

Наука и образование
- Асланбек Ахметович Тедтоев — доктор исторических наук, профессор СОГУ, первый заведующий кафедрой истории СССР.
- Зинаида Хасанбековна Тедтоева — профессор СОГУ, заведующая кафедрой факультета журналистики.